# Les Têtes brûlées (série télévisée)
Pour les articles homonymes, voir les Têtes brûlées.
 (février 2016).
Si vous disposez d'ouvrages ou d'articles de référence ou si vous connaissez des sites web de qualité traitant du thème abordé ici, merci de compléter l'article en donnant les références utiles à sa vérifiabilité et en les liant à la section « Notes et références ».
Les Têtes brûlées (Baa Baa Black Sheep puis Black Sheep Squadron - titres pouvant se traduire en français par : « L'escadrille des moutons noirs ») est une série télévisée américaine, comportant un pilote de 94 minutes et trente-cinq épisodes de 47 minutes, créée, coécrite et coproduite par Stephen J. Cannell et diffusée entre le 21 septembre 1976 et le 6 avril 1978 sur le réseau NBC.
En France, la série a été initialement diffusée entre le 27 mars 1977 et le 9 décembre 1979 sur Antenne 2 puis rediffusée durant les années 1980 sur cette même chaîne, puis sur M6 (de 1988 à 2000), Série Club, 13e rue, La Cinquième (1999-2000), Canal Jimmy (juste avant l'an 2000), RTL9 (en 2004), NT1 et depuis les années 2010 sur Paris Première.
L'accroche du générique d'ouverture : « Pendant la deuxième guerre mondiale, le commandant des Marines Greg "Pappy" Boyington, était à la tête d'une escadrille de pilotes de chasse. Celle-ci était composée de marginaux et aventuriers qui devinrent les terreurs du Pacifique Sud. On les appelait… Les Têtes brûlées. »

## Synopsis
Librement inspirée des exploits de Gregory « Pappy » Boyington et de son « Black Sheep Squadron » durant la guerre du Pacifique lors de la Seconde Guerre mondiale, cette série met en scène les aventures de ces pilotes anticonformistes et téméraires pilotant leur Corsair.
Le commandant Greg « Pépé » Boyington devait son surnom au fait qu'il était sensiblement plus âgé que ses pilotes. Il possédait une chienne Bull terrier appelée Mascotte puis Barbaque (« Meatball » dans la version originale). Ce chien lui appartient mais il le fait passer pour celui du général Moore dans l'épisode pilote Flying Misfits. Mais ce dernier déclara qu'il ne voudrait pas d'un chien aussi laid.
Avec ses pilotes indisciplinés mais valeureux, il est en butte aux persécutions du colonel Lard. Mais le supérieur de celui-ci, le général Moore, est bien conscient des qualités de Boyington et modère son subordonné.
Le personnage populaire John David « Hutch » Hutchinson, mécanicien de l'escadrille, est tué dans l'épisode Hutch (« Last One for Hutch »). Le sergent Andy Micklin, chef mécanicien qui rejoint l'escadron dans l'épisode Le Couteau dans la plaie (« Devil in the Slot »), devient à son tour un personnage secondaire très populaire de la série. A noter que son interprète, Red West, fut le garde du corps d'Elvis Presley. Il est doublé par Alain Dorval, la voix française de Sylvester Stallone.
Les noms des îles du Pacifique où est située la série sont fictifs. L'ile de Vella la Cava, base de la VMF 214, serait dans la réalité Vella Lavella. Celle d'Espritos Marcos, où se situe l'état-major du général Moore, pourrait être Espiritu Santo (dans l'archipel du Vanuatu).
Le nom original de la série (Baa Baa Black Sheep), nom de baptême de l'escadrille de Gregory Boyington, est fondé sur la chanson enfantine Baa, Baa, Black Sheep.
Le colonel Gregory « Pappy » Boyington, inspirateur du récit, a joué le rôle de conseiller technique pour la série. Il interprète aussi le rôle du Général Harisson Kenlay dans les épisodes Objectif Rabaul, le duel et l'organisation. Malgré cela, lui-même a qualifié la série d'«inexactitudes, foutaises et tissu d'absurdités Hollywoodiennes» (« ... inaccuracies, hogwash, and Hollywood hokum »).

## Fiche technique

### Réalisation

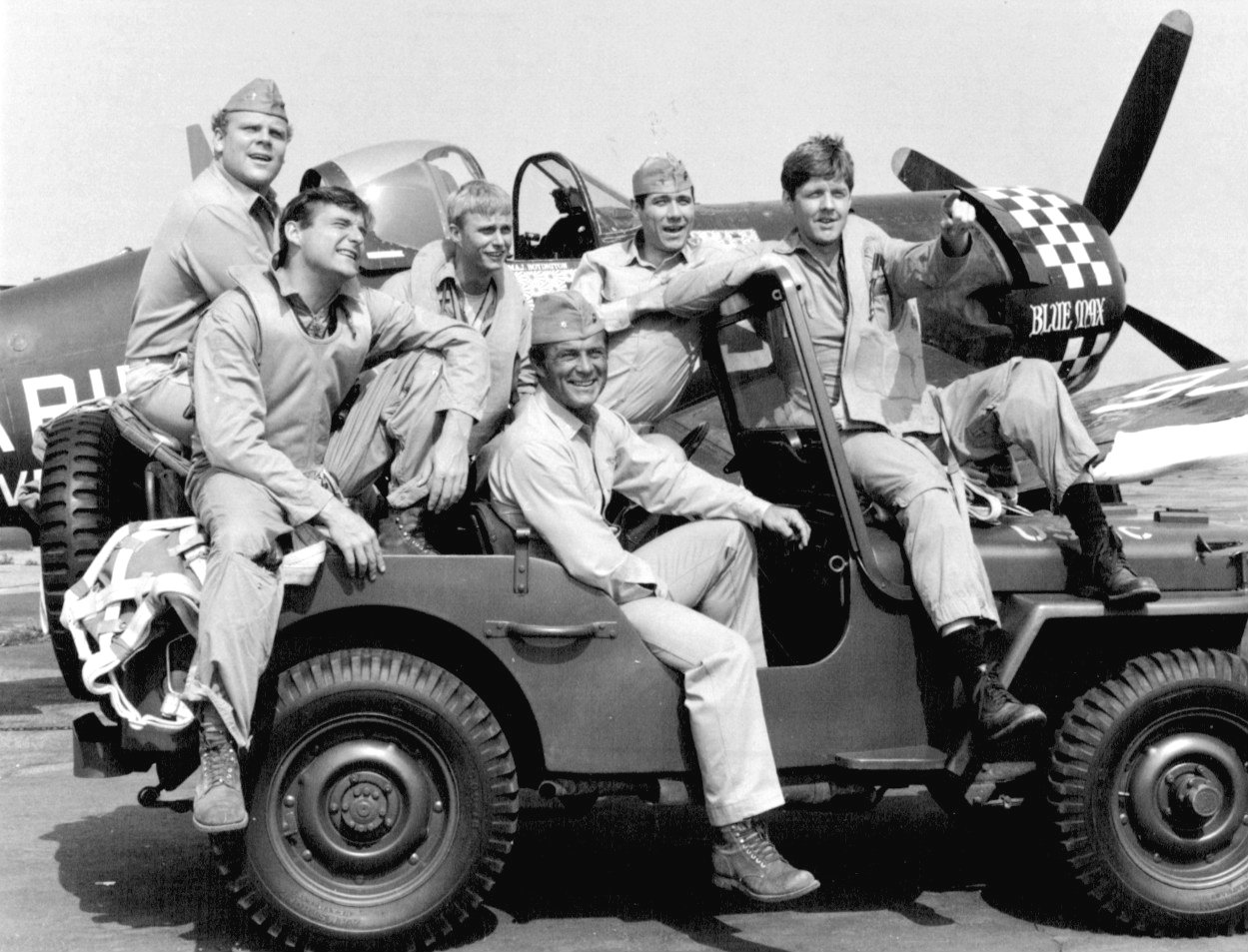
L'équipe des aviateurs de la série.

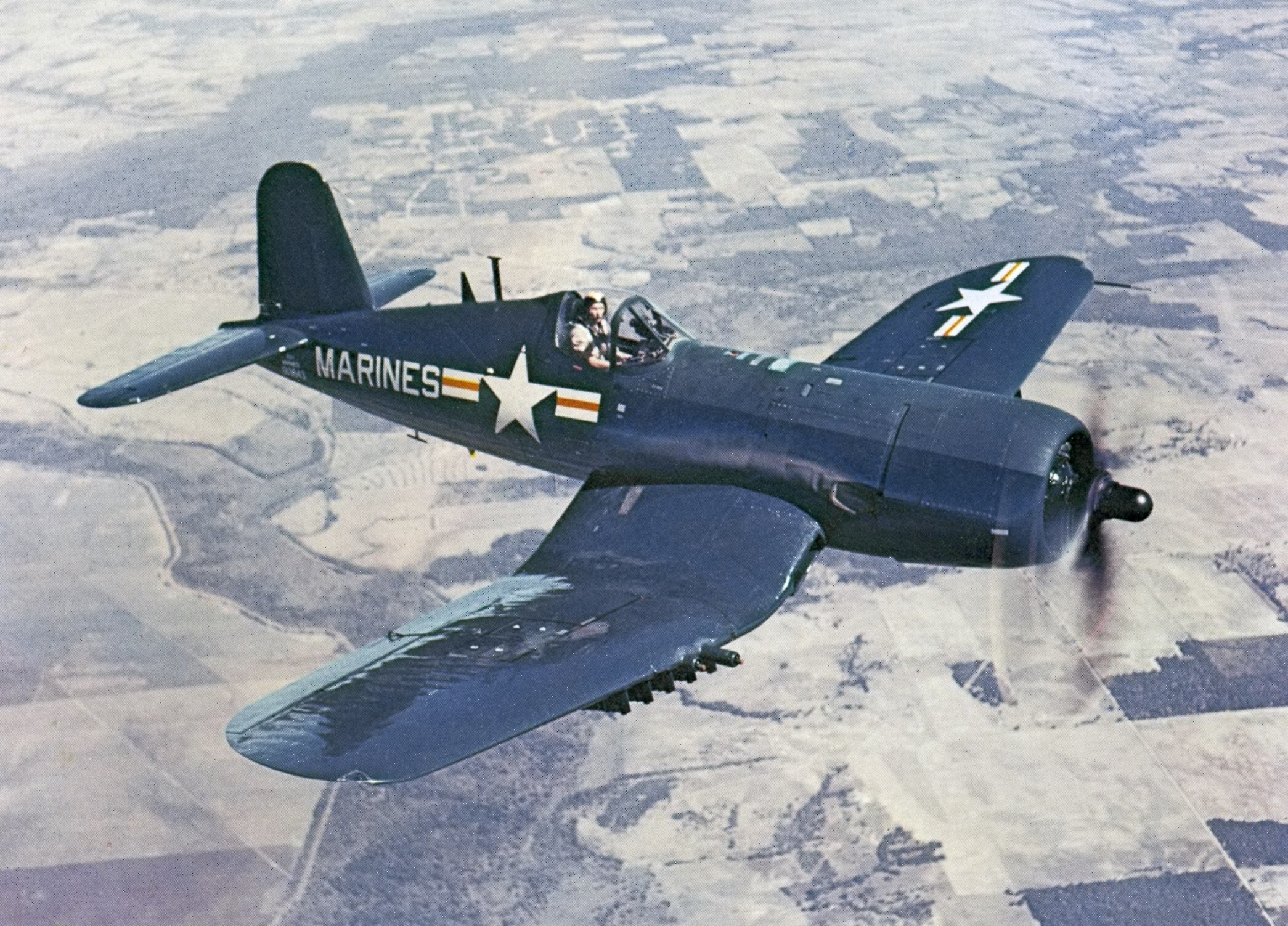
Chasseur AU-1 Corsair en vol (1952).

#### Saison 1
- Barry Shear : Objectif Rabaul 1 & 2.
- Dana Elcar : Ces dames s'en vont en guerre.
- Edward Dein : Le couteau dans la plaie et Le massacre de Fort Apache.
- Ivan Dixon et Alex Beaton : Stratagème.
- Jackie Cooper : Le prisonnier, Candidat au suicide, Cinq pour un as, Dernière mission à Sengai, Les orphelins.
- John Peyser : Le reprouvé et Drôle de cirque.
- Lawrence Doheny : Un avion pour deux, Porté disparu, Hollywood s'en va-t-en guerre, Hutch.
- Philip DeGuere : Le duel.
- Russ Mayberry : Pilote et Opération RADAR.
- Walter Doniger : La petite guerre.
- Jeannot Szwarc : Le Commando.
- William Wiard : Triangle infernal.

#### Saison 2
- Dana Elcar : La promotion, L'invulnérable, Un spectacle de génie.
- Donald Bellisario : Secours en mer.
- Edward Dein : Les loups dans la bergerie.
- Philip DeGuere : L'examen.
- Lawrence Doheny : La prière de l'Irlandais, Les anges combattants, Les grosses Têtes brûlées, Prisonnier de sa gloire.
- Robert Conrad : Alerte au faucon, Organisation, Le fruit défendu.

## Distribution

### Rôles principaux

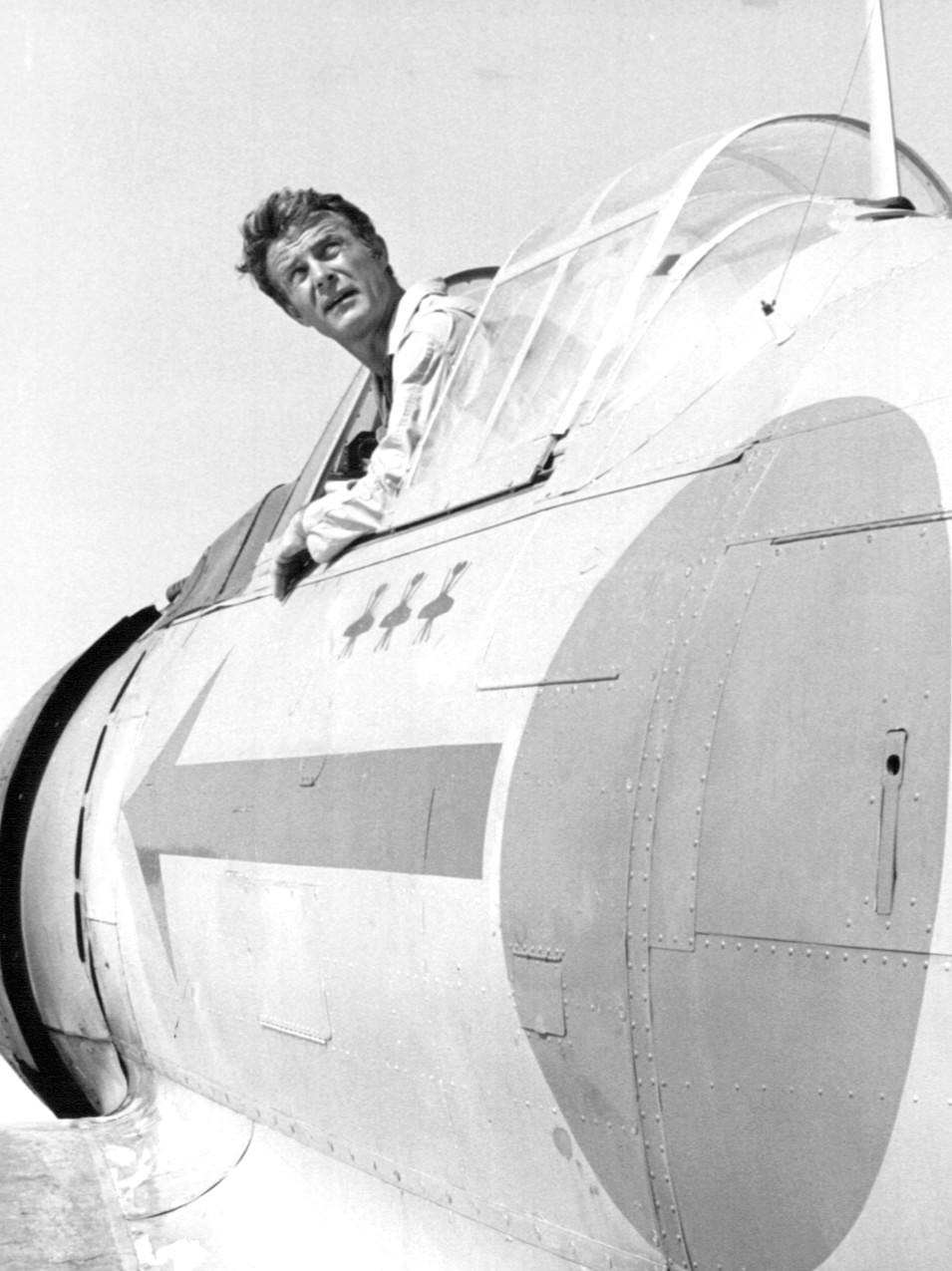
Robert Conrad en 1976 dans la série.

- Robert Conrad (VF : Jacques Thébault) : le major Gregory « Greg ou Pépé » Boyington, commandant la VMF 214 de l'USMC sur Vella La Cava
- Dana Elcar (VF : Jacques Deschamps) : le colonel Thomas Lard
- James Whitmore Jr (VF : Jacques Ferrière) : le capitaine James W. « Jim » Gutterman
- Dirk Blocker (VF : Roger Lumont) : le lieutenant Jerry Bragg
- Robert Ginty (VF : Philippe Ogouz) : le lieutenant Théodore Joseph « T.J ». Wiley
- John Larroquette (VF : Michel Paulin) : le lieutenant Robert « Bob » Anderson
- W. K. Stratton (VF : Marc François) : le lieutenant (puis capitaine) (à partir de l'épisode Promotion) Lawrence « Larry » Casey (1976-1978)
- Jeff MacKay (VF : Bernard Murat ou parfois François Leccia) : le lieutenant Donald « Don » French
- Larry Manetti (VF : Serge Lhorca) : le lieutenant Robert « Bob » Boyle
- Joey Aresco (VF : Pierre Fromont) : le caporal John David Hutchinson « Hutch », chef mécanicien (1976-1977)

Mort des suites du mitraillage d'un Zéro lors d'un bombardement sur Vella La Cava.
- Red West (VF : Alain Dorval puis Pascal Renwick) : le sergent Andrew « Andy » Micklin, chef mécanicien (1977-1978)

Ancien officier rétrogradé deux fois, il est promu dans l'épisode Promotion (saison 2, épisode 2) mais il met K.O. quasiment toutes les Têtes Brulées lors de la fête organisée en son honneur. Il accepte de prendre le grade de capitaine et prend le commandement de l'intendance à Espritos Marcos pour aider les Têtes Brulées à la suite d'une mauvaise gestion de son prédécesseur.
- Simon Oakland (VF : Henry Djanik) : le général Thomas Moore, commandant la base d'Espritos Marcos
- Katherine Cannon (VF : Marion Game) : le capitaine Dottie Dixon (1977-1978)
- Jeb Adams (VF Georges Poujouly puis Philippe Vincent) : le lieutenant Jeb Pruitt[4] (1978)
- Denise DuBarry (VF : Claude Chantal) : le lieutenant Samantha Green / l'infirmière Moore

Fille du général Moore, elle prend le nom de famille de sa mère pour que son père ne soit pas au courant de son arrivée.
- Nancy Conrad (fille de l’acteur Robert Conrad et de Joan Kenlay) : le lieutenant Nancy Gilmore

Direction artistique et distribution VF : Jacques Deschamps

### Célébrités invitées
- Anne Francis : le capitaine Gladys Hope (infirmière en chef) (récurrent 1977)
- Clyde Kusatsu : Tenyu Araki (saison 1, épisode 5 : Le Prisonnier)
- George Takei : le major Kato (saison 1, épisode 8 : Stratagème)
- James Darren : le Lt. Col. Rod Towers (saison 1, épisode 13 : Hollywood s'en va en guerre)
- Joel Fabiani : le général Right (saison 1, épisode 19 : Le Massacre de Fort Apache)
- Peter Frampton : l'homme des secours en mer (saison 2, épisode 13 : Secours en mer)

### Rôles secondaires récurrents

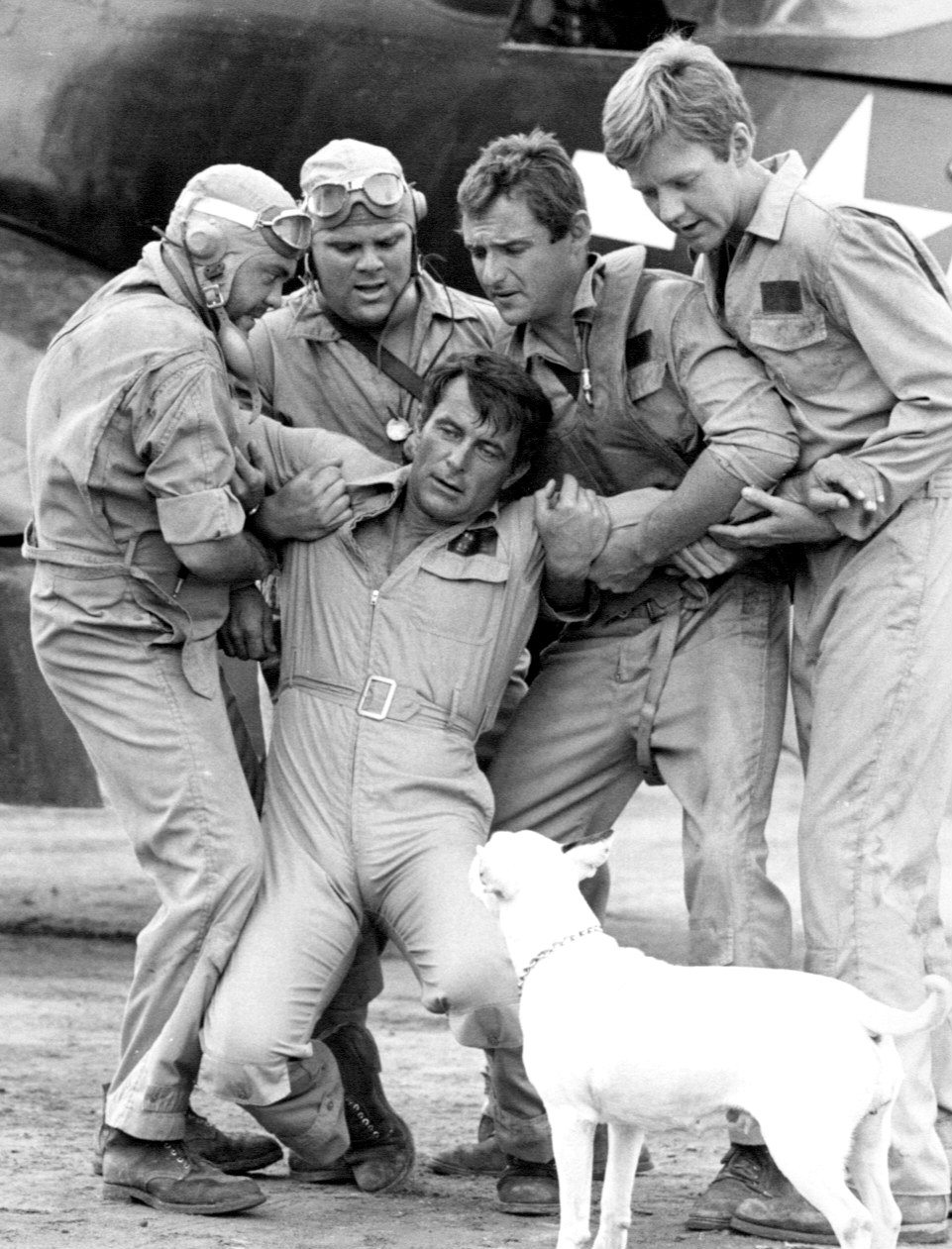
Pépé Boyington (Robert Conrad) soutenu par ses coéquipiers.

- Byron Chung : le capitaine Tomio « Tommy » Harachi (pilote) (1976-78)
- Jill Jaress : Pamela, la secrétaire du colonel Lard (1976-77)
- Marcus Mucai : le premier Commando / le capitaine Ishima / l'officier japonais (1976-78)
- Charles Napier : le major Red Buell (pilote, ancien commandant, VMF-214) (1976-77)
- Kin Shriner : le pilote de transport C-47 (anonyme) (1976-77)
- Matsuo Uda : la sentinelle japonaise / le premier pilote japonais (1976-78)
- Michael Yama : le cartographe japonais / le deuxième pilote japonais (1978)
- Cory B. Shoizaki : le garde japonais / le premier lieutenant japonais (1976-77)
- James Saito : le troisième Commando / l'enseigne japonais Kira (1977)
- Frederick Herrick : le lieutenant Ted Carter (pilote) (1976-77)
- Sandra Lewlyn ; l'infirmière (anonyme) (1977)
- Johnny Fain : Richards / Eddie (1977)
- Jacquelyn Gaschen : l'infirmière (anonyme) (1977)
- Muni Zano : le garde-côtes Rouva / Looey (1976-78)
- Linda Scruggs Bogart : le lieutenant Caroline Holden (infirmière) (1977)
- Nancy Conrad : le lieutenant Nancy Gilmore (infirmière) (1977-78)
- Katherine Cannon : le capitaine Dottie Dixon (infirmière en chef) (1977-78)
- Brianne Leary : le lieutenant Alma Peterson (la jolie infirmière) / le lieutenant Susan Ames (1977-78)
- Kathy McCullem l'infirmière anonyme / le lieutenant Ellie Kovaks (infirmière) (1978)
- Jim Ishida : le deuxième Commando / le lieutenant japonais (1976-77)
- Dale Ishimoto : le mécanicien japonais / l'officier japonais (1976)
- Lloyd Kino : le capitaine japonais / le commandant en second de sous-marin / l'amiral japonais (1976-77)
- John Durren : le docteur Roberts / le sergent Dutch Savage (1976-78)
- Tim Haldeman : un marin / le lieutenant Davis (1976-77)
- Curtis Credel : le lieutenant de l'US Navy / le capitaine des Marines (1976-77)
- Soon-Tek Oh : le colonel Tokura / le lieutenant Miragochi (1977)
- Steven Richmond : le sergent Daniels / l'opérateur radio / le capitaine Stan Richards (mécanicien) (1977-78)
- Fred Sadoff (VF. : Michel Gatineau) : le général Cane (1977)
- Gregory Boyington : le général Harisson Kenlay, dans trois épisodes (s1/ép15, s1/ép23, s2/ép6)

Les personnages ci-dessous ne sont apparus que dans l'épisode pilote, Flying Misfits (1976).
- George Gaynes : le général Claire Lee Chennault (commandant, AVG)
- Byron Morrow (VF : Gérard Ferrat) : l'amiral Chester Nimitz
- James Lough : l'aide de camp de l'amiral (anonyme)
- Sharon Gless : l'infirmière (anonyme)
- Peter Donat : le colonel Mathis
- Jake Mitchell : le lieutenant Robert « Bob/Bobby » A. Doyle (remplacé dans la série par l'acteur Larry Manetti)
- Anthony Charnota : le lieutenant Freddy
- Lance Legault : Huckabee, le pilote des Tigres volants
- John Lawlor : le docteur James « Jim » Reese
- James Murtaugh : le lieutenant-médecin (anonyme)
- Sandra Kerns : l'infirmière (anonyme)
- Janice Carroll : le capitaine Delmonte (Infirmière en chef)
- James Ingersoll : le lieutenant Carter

## Liste des épisodes

### Première saison (1976-1977)

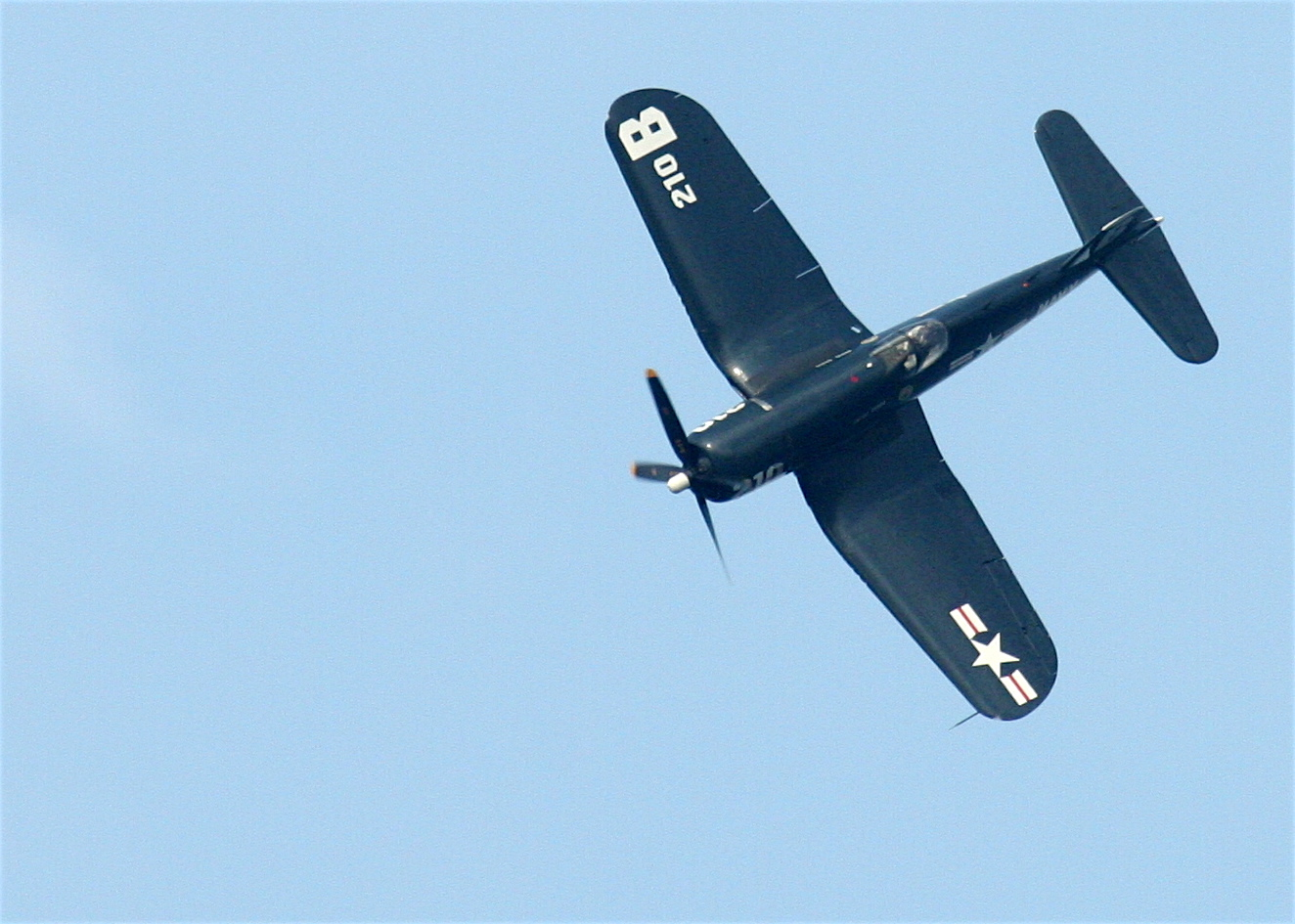
Dans chaque épisode de la série, un court extrait filmé de vols réels était employé.
Il s'agissait de séquences d'archives. Le même extrait était rediffusé deux épisodes après, procédé qui passait inaperçu. La séquence du Corsair tirant depuis ses ailes fut la même de bout en bout, elle n'est pas la seule.
Photo prise d'un Corsair en 2005 dans le Calvados pendant un show acrobatique.

1. Les Têtes brûlées / Duel au-dessus du Pacifique (Flying Misfits)
2. Un avion pour deux (Best Three Out of Five)
3. La Petite Guerre (Small War)
4. Le Réprouvé (High Jinx)
5. Le Prisonnier (Prisoners of War)
6. Porté disparu (Presumed Dead)
7. Drôle de cirque (The Meatball Circus)
8. Stratagème (Up for Grabs)
9. Candidat au suicide (Anyone for Suicide?)
10. Le Commando (New Georgia On My Mind)
11. Opération RADAR (The Cat's Whiskers)
12. Triangle infernal (Love and War)
13. Hollywood s'en-va-t-en guerre (The War Biz Warrior)
14. Objectif Rabaul (The Deadliest Enemy of All)
15. Objectif Rabaul, 2ème partie (The Deadliest Enemy of All PART II)
16. Le Couteau dans la plaie (Devil in the Slot)
17. Cinq pour un as (Five the Hard Way)
18. Dernière Mission à Sengai (The Last Mission Over Sengai)
19. Le Massacre de Fort Apache (Trouble at Fort Apache)
20. Les Orphelins (Poor Little Lambs)
21. Ces dames s'en vont-en guerre (W*A*S*P*S)
22. Hutch (Last One for Hutch)
23. Le Duel (The Fastest Gun)

### Détails
- 1. Les Têtes brûlées (Flying Misfits) (94 minutes) de Russ Mayberry :

Des Tigres Volants aux Têtes Brûlées (de la Chine en décembre 1941 à Vella la Cava en janvier 1942) : formation de l'escadrille où « Pépé » recrute les pires racailles du Pacifique Sud. Les pilotes US découvrent la supériorité du Mitsubishi A6M sur le Curtiss P-40 Warhawk. L'arrivée du Chance Vought F4U Corsair va changer la donne.
- 2. Un avion pour deux (Best Three Out of Five) de Larry Doheny :

De retour de leur permission sur l'île d'Arabella, les Têtes Brûlées voient débarquer les membres de l'escadrille volée par « Pépé ». Ces derniers veulent leur revanche et bien sûr, il n'y a plus assez de Corsairs. Tout s'arrange lorsque « Pépé » propose à leur leader de l'aider à libérer son frère prisonnier de guerre.
- 3. La Petite Guerre (Small War) de Walter Doniger :

« T.J. » ayant descendu « Pépé » par erreur, ce dernier atterrit en parachute sur l'île Saint-Jacques, tenue par les Japonais. Il est recueilli par le lieutenant Cooper, cuistot à bord d'un croiseur australien torpillé au large de Truk plus de trois mois auparavant. « Greg » retape tant bien que mal un avion japonais abandonné. Alors qu'ils s'enfuient avec, ils sont à nouveau descendus par « T.J. ».
- 4. Le Réprouvé (High Jinx) de John Peyser :

Les Corsair dépassés par la supériorité du blindage des Zéro ? Seulement jusqu'à ce qu'ils obtiennent les nouvelles cartouches de la Navy grâce à l'intervention du fils de l'amiral Rafferty, fils qui a la réputation de porter la poisse partout où il passe. Les pilotes US vont enfin pouvoir utiliser des munitions plus perforantes.
- 5. Le Prisonnier (Prisoners of War) de Jackie Cooper :

Le pilote japonais abattu au-dessus de Vella la Cava par « Pépé » se révèle être un champion de ping-pong, et son Zéro recèle un enregistreur de vol que les Têtes Brûlées doivent absolument déchiffrer. Dans cet épisode, « Pépé » appelle son chien « Mascotte ».
- 6. Porté disparu (Presumed Dead) de Larry Doheny :

Abattu en mission, le capitaine Dobson du USS Lexington est finalement repêché, puis envoyé en convalescence à Vella la Cava. Les Têtes Brûlées vont s'apercevoir qu'il a été drogué puis conditionné par les Japonais dans le but d'éliminer les « huiles » réunies à Espritos Marcos.
- 7. Drôle de cirque (The Meatball Circus) de John Peyser :

Aux commandes d'avions japonais capturés à l'ennemi et remis en état par la Navy, les Têtes Brûlées soutiennent l'invasion des Îles Christmas en coulant un porte-avions ennemi, le tout sur fond de rivalité entre la Navy et le corps des Marines. Premiers raids à grand rayon d'action des chasseurs US, avec escales sur les porte-avions alliés.
- 8. Stratagème (Up for Grabs) d'Ivan Dixon et Alex Beaton :

Un commando japonais s'empare de Vella la Cava dans le but de capturer le commandant en chef des Opérations dans le Pacifique Sud, le général McArthur, pendant sa tournée d'inspection dans les îles. Partis à la pêche en ce jour de repos, « T.J. » et « Larry » vont créer une diversion permettant à « Larry. » de décoller en Corsair afin de prévenir l'avion du général. Il est abattu en vol avant d'avoir pu effectuer une transmission correcte. L'avion du général atterrit sur la base alors que le commando japonais est déguisé en GI.
- 9. Candidat au suicide (Anyone for Suicide?) de Jackie Cooper :

Les Têtes brûlées se portent volontaires, bon gré mal gré, pour une dangereuse mission de bombardement loin de leur base : couler un navire ennemi dans un étroit chenal, afin que le reste de leur flotte soit bloqué et pris au piège. À mi-chemin de leur objectif, « Pépé » fait une crise de malaria.
Apprentissage de l'atterrissage en piqué moteur coupé, utilisation de bombes de 500 livres et de réservoirs auxiliaires.
- 10. Le Commando (New Georgia On My Mind) de Jeannot Szwarc :

Préparant l'invasion de la Nouvelle-Géorgie, l'installation du colonel Hutton et de ses commandos sur Vella la Cava crée des tensions avec les Têtes Brûlées. Ayant donné l'assaut, les hommes du colonel sont cloués au sol par une puissante batterie à demi enterrée. « Pépé » atterrit au milieu des combats afin de guider ses pilotes par radio pour qu'ils détruisent la position ennemie. Le titre original "New Georgia On My Mind" est une référence à la chanson de Hoagy Carmichael "Georgia on My mind" connue pour avoir été interprétée par Ray Charles.
- 11. Opération RADAR (The Cat's Whiskers) de Russ Mayberry :

L'avancée des forces américaines est stoppée par l'efficacité d'un RADAR, surnommé « la tête chercheuse », caché par les Japonais sur une des îles de l'archipel. Bien qu'ils soient très éloignés de leur base, les Têtes Brûlées doivent réussir à le détruire avant qu'ils ne soient traduits en cour martiale par le colonel Lard.
- 12. Triangle infernal (Love and War) de William Wiard :

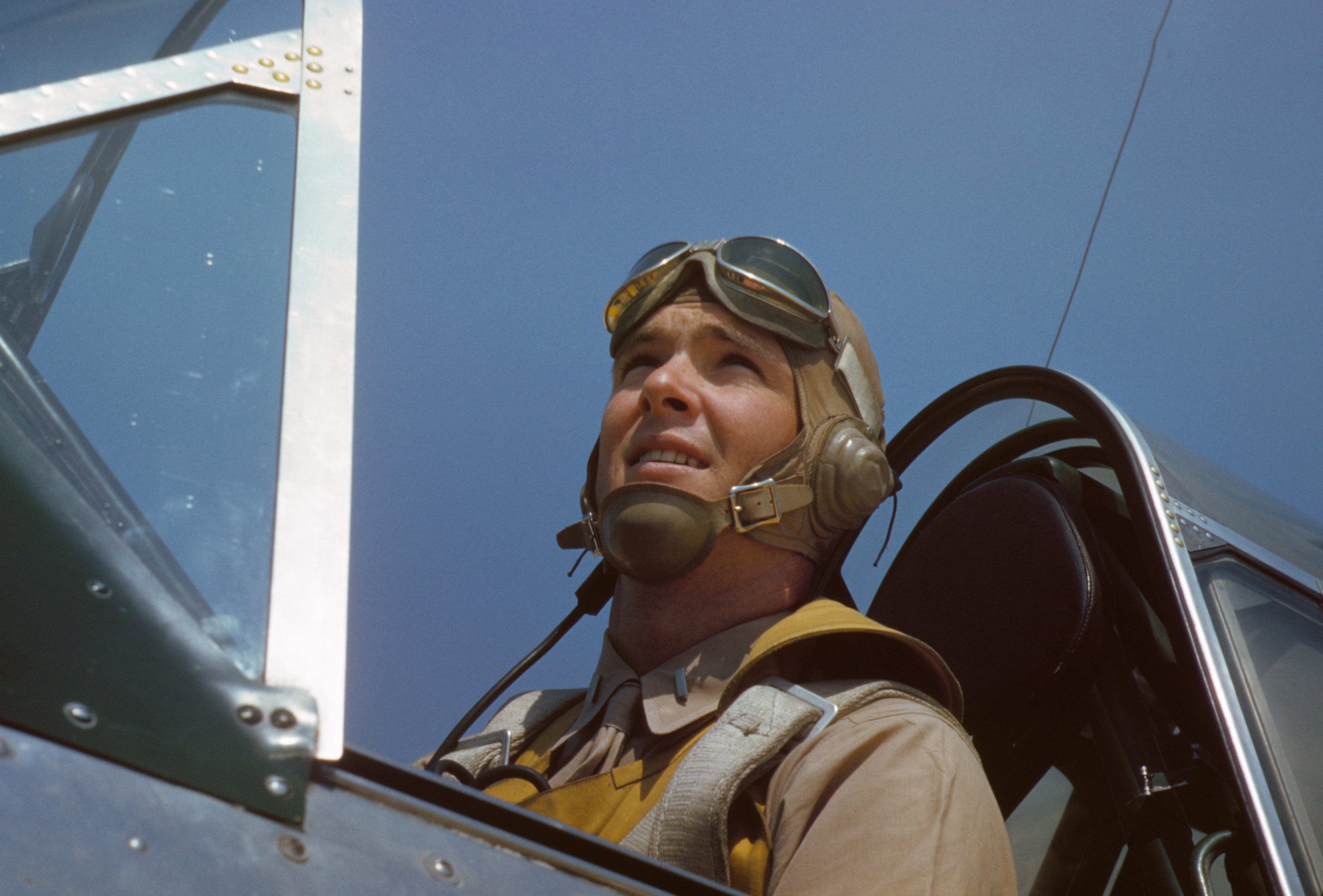
Photographie d'époque pendant la Seconde Guerre mondiale montrant un pilote américain à l'entraînement sur un T-6, à Parris Island en mai 1942.

Luttant nuit et jour contre les raids incessants des bombardiers en pleine contre-offensive Jap. dans les Îles Salomon, les Têtes Brûlées finissent par décrocher une permission de trois jours sur Espritos Marcos. C'est l'occasion de flirts pour « Jerry » et « Larry », l'un accusant l'autre de lui avoir soufflé sa petite amie. Larry en arrive à demander sa mutation, mais il revient sur sa décision.
- 13. Hollywood s'en-va-t-en guerre (The War Biz Warrior) de Lawrence Doheny :

Une star d'Hollywood rejoint les Têtes Brûlées en tant que lieutenant-colonel Towers. Il crée l'émoi parmi les infirmières et s'attribue des victoires imaginaires pour la bonne cause, tout en mettant en danger la sécurité de l'escadrille. Il demande finalement à effectuer une vraie mission.
- 14. Objectif Rabaul (The Deadliest Enemy of All) de Barry Shear :

Début 1943, les Têtes Brûlées participent au difficile et périlleux pilonnage de la place fortifiée de Rabaul en Nouvelle Bretagne, tandis que s'effectue sur l'île la relève des infirmières. Brûlé aux mains en ayant secouru « French », « Pépé » se voit cloué au sol et tombe sous le charme de l'adjointe de la nouvelle directrice de l'hôpital. Pendant ce temps l'hécatombe continue et Paterson (un ancien des Tigres Volants) tombe à son tour.
Arrivée des gilets pare-balles, « Pépé» appelle son chien « Barbaque ».
- 15. Objectif Rabaul, 2ème partie (The Deadliest Enemy of All PART II) de Barry Shear :

À la suite des photos prises par « Jim », les Têtes Brûlées adoptent une nouvelle tactique de combat, puis défendent vaillamment la base contre un raid aérien avec l'aide de « Pépé » qui reprend du service. Il apprend néanmoins que Carolin est mariée, son mari étant porté disparu depuis un an. Puis la nouvelle tombe : il était prisonnier de guerre en Allemagne, est va être rapatrié. Elle reste fidèle à son premier amour.
- 16. Le Couteau dans la plaie (Devil in the Slot) d'Edward Dein :

Les Têtes Brûlées sont en conflit avec les as de l'aviation japonaise avec six victoires contre douze, pour le contrôle de la « plaie » des Salomon. Tour à tour, « Jim » puis Boyle sont abattus par Arachi. L'arrivée du sergent Micklin impose à l'escadrille les règles du code militaire, notamment d'avoir en permanence quinze avions en état de voler. Un temps traumatisé d'avoir été descendu, « Jim » se reprend et participe à la victoire sur les pilotes d'Arachi.
- 17. Cinq pour un as (Five the Hard Way) de Jackie Cooper :

Un reporter indépendant débarque sur Vella la Cava avec l'intention de faire un article sur « French ». Il est commandité par son père – un magnat de la presse du New Jersey et de Pennsylvanie – qui débarque les jours suivants, perturbant son fils et l'équipe. Le nouveau pilote, Carter, se révèle être un vrai psychopathe.
- 18. Dernière Mission à Sengai (The Last Mission Over Sengai) de Jackie Cooper :

Un Corsair appartenant à la VMF-214 mitraille des Marines dans la vallée de Sengai. Ils escortaient des prisonniers de guerre japonais mais s'étaient pourtant signalés. Comprenant que Carter souffre de problèmes psychologiques, « Pépé » veut l'envoyer chez le médecin, mais il n'en a pas le temps car l'enquête commence. Carter s'arrange alors pour faire porter le chapeau à « Pépé » qui est traduit en cour martiale.
- 19. Le Massacre de Fort Apache (Trouble at Fort Apache) d'Edward Dein :

Les nouvelles forteresses volantes sont en test grandeur nature dans les îles Salomon, sous la conduite du général Right. À la demande expresse du général Moore, les Têtes Brûlées sont chargées de les protéger, y compris contre le gré du général Right, qui veut prouver que leur blindage et leur armement les dispensent d'une escorte de chasseurs. Obstiné et déterminé, celui-ci fait maintenir l'escadrille en prison, puis les abandonne dans le brouillard, et enfin empêche leurs Corsairs de se ravitailler. « Pépé » tient bon, Mais Right perd la vie lors de la seule sortie sans escorte.
Entrée en service du Boeing B-17 Flying Fortress. À en croire la série, la moitié de l'escadrille fut perdue.
- 20. Les Orphelins (Poor Little Lambs) de Jackie Cooper :

Ayant raté le vol régulier, « Pépé », Boyle et Anderson ont emprunté l'avion du général Moore. Mais Boyle se trompe de cap et ils sont abattus par les Japonais. Après maintes péripéties, ils trouvent refuge dans un orphelinat qui leur réserve un accueil mitigé. L'île devant être bombardée en prévision de son invasion par les Américains, il ne leur reste plus une minute à perdre pour sauver les enfants. Ils s’échappent in extremis à bord d'un sous-marin.
- 21. Ces dames s'en vont-en guerre (W*A*S*P*S) de Dana Elcar :

Un Dakota en panne de moteur débarque sur Vella la Cava une escadrille de pilotes féminines sous les ordres du major Deborah Watkins. Boyle et « Jerry » convainquent « Hutch » de ne pas réparer l'avion, mais les filles veillent et démontent les carburateurs des Corsairs en représailles. Elles reviennent plus tard effectuer leurs missions escortées par les Têtes Brûlées, jusqu'au jour où leur convoi se fait attaquer. Cet épisode montre l'apport des pilotes féminines au sein de l'USAAF, chargées du convoyage des bombardiers non encore armés jusqu'au théâtre des opérations.
- 22. Hutch (Last One for Hutch) de Lawrence Doheny :

Dans le cadre de l'offensive japonaise sur les Salomon, une pluie de bombes s'abat sur les bases alliées, dont celle de Vella la Cava. Ne restant aux Têtes Brûlées qu'à peine dix avions en état de voler, l'escadrille dissoute rejoint Espritos Marcos, et ses hommes sont éparpillés. Il leur faut pourtant détruire l'aérodrome lointain d'où décollent les Zero qui ont tué « Hutch ». Ils y arrivent en volant les Corsair d'entraînement de la base.
« Pépé » montre l'île de Jolo sur une carte. L'archipel de Sulu au sud-ouest des Philippines semble pourtant hors de portée des avions de l'époque… à moins de ravitailler. Le rayon d'action d'un Corsair sans réservoir auxiliaire était de 1 015 miles, alors que celui d'un Zero était de 1 929 miles dans les mêmes conditions.
- 23. Le Duel (The Fastest Gun) de Philip DeGuere :

Arachi – l'as de l'aviation japonaise – que « T.J. » avait abattu (voir l'épisode 16 Le Couteau dans la plaie) est de retour, défiant « Pépé » qui a bien du mal avec son Corsair en mal de pièces de rechange. Ils finissent par se rencontrer dans un match nul en s'abattant l'un et l'autre, et attendent ensemble l'arrivée de leurs secours respectifs.

### Seconde saison (1977-1978)
1. La prière de l'irlandais (Divine Wind)
2. La promotion (The 200 Pound Gorilla)
3. Alerte au faucon (The Hawk Flies on Sunday)

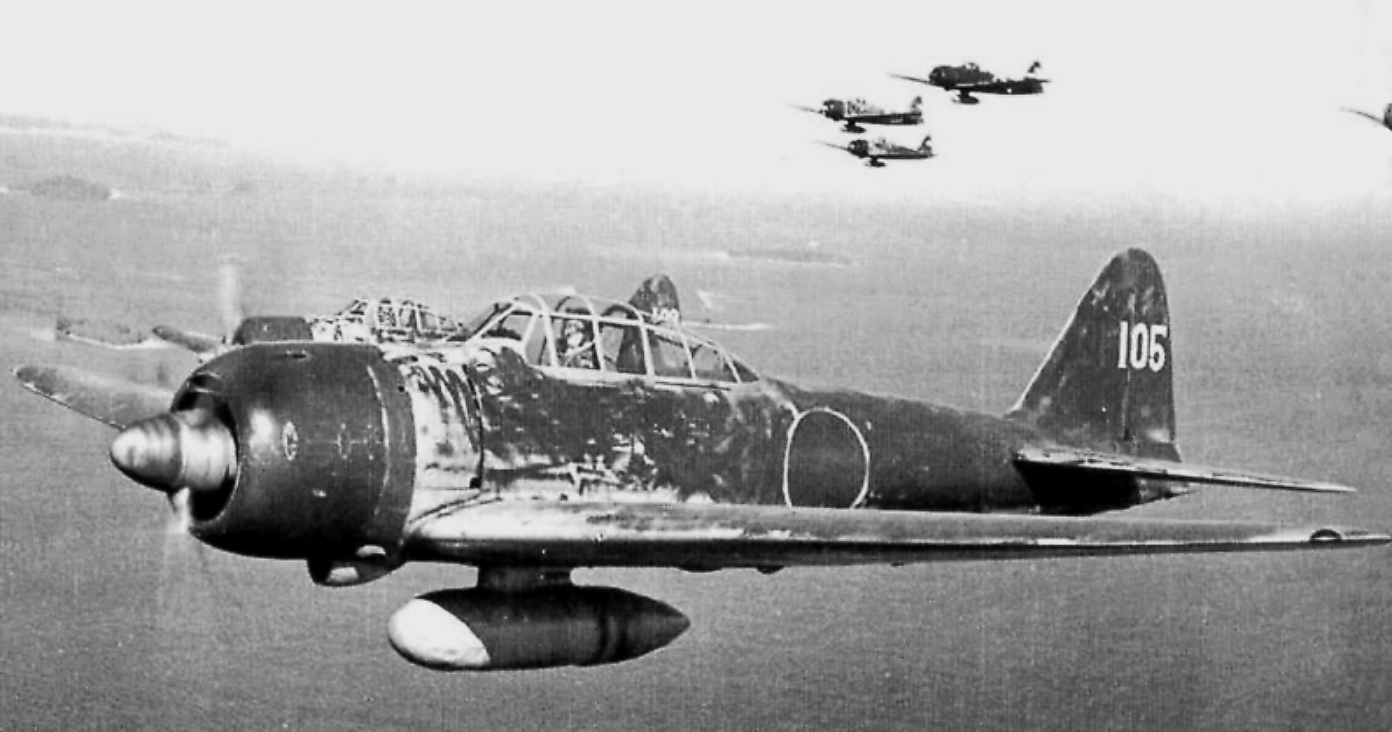
L'As de l'aéronavale japonaise, Hiroyoshi Nishizawa, opéra à Rabaul en août 1942 lors de l'engagement de Guadalcanal. Il a très bien pu servir de modèle pour l'adversaire intime de Boyington dans la série.

4. Les loups dans la bergerie (Wolves in the Sheep Pen)
5. L'examen (Operation Stand-Down)
6. Organisation (Ten'll Get You Five)
7. Le fruit défendu (Forbidden Fruit)
8. Les anges combattants (Fighting Angels)
9. L'invulnérable (The Iceman)
10. Un spectacle de génie (The Show Must Go On… Sometimes)
11. Les grosses têtes brûlées (Sheep in the Limelight)
12. Le prisonnier de sa gloire (Hotshot)
13. Secours en mer (A Little Bit of England)

### Détails
- 1. La prière de l'irlandais (Divine Wind) de Lawrence Doheny :

Le génie construit par erreur presque en 1re ligne, le plus gros dépôt de munitions de la région pour la Navy au lieu d'un hôpital. D'où l'explication des nombreux raids japonais sur Vella la Cava. Cette situation finit par rendre Anderson mystique malgré l'aide que lui prodigue l’aumônier militaire O'Riley fraîchement débarqué. Le chef de l'escadrille Asahi réussit sa mission suicide en précipitant son Zero sur les bunkers qui explosent, tuant O'Riley.
- - À compter de cet épisode, Anderson joue de la clarinette.
- 2. La promotion (The 200 Pound Gorilla) de Dana Elcar :

Le sergent Micklin est nommé officier du Matériel, et bien qu'il en soit fou de rage, sa promotion tombe à pic pour résoudre les problèmes d'approvisionnement de l'escadrille qui a bien du mal à défendre Espiritu Sanctu des raids venus de deux porte-avions japonais introuvables. Lard décide de mettre la 214 en couverture sur le Q.G.. « Pépé » arrive à convaincre Micklin de se faire passer pour un capitaine d'intendance, tandis que les Têtes Brûlées finissent par trouver et endommager un des porte-avions.
- - Promotion au grade de capitaine de « Larry » à la fin de l'épisode.
- 3. Alerte au faucon (The Hawk Flies on Sunday) de Robert Conrad :

Alors que les Têtes Brûlées sont en permission sur Espritos Marcos, « T.J. » tombe amoureux d'Yvonne, une Franco-Japonaise. Pendant ce temps, le général Moore ordonne une mission top secret : intercepter l'avion qui transporte l'amiral Yamamoto. Deux escadrilles équipées de réservoirs auxiliaires sont chargés de cette mission : les Têtes Brûlées  et une de couverture d'infanterie (USAAF) équipée de Mustangs plus rapides que les Corsairs.
- 4. Les loups dans la bergerie (Wolves in the Sheep Pen) d'Edward Dein :

Un RADAR japonais cloue sur place la flotte US en quête d'invasion de l'île d'Arabella. La VF-28 et ses pilotes de la Navy (les Loups) sont appelés en renfort des Têtes Brûlées, et bien qu'ils n'aient détruit qu'un leurre, le Q.G. leur accorde le leadership. C'est aux commandes d'un planeur que « French » déniche l'escorteur japonais qui est coulé par « Pappy ».
- 5. L'examen (Operation Stand-Down) de Philip DeGuere :

Retour à l'école de guerre pour les Têtes Brûlées qui vont devoir subir des tests d'aptitude. Ils sont mauvais, mais l'expérience du combat fait changer leur instructeur d'avis.
L'épisode prend fin le 4 décembre 1943 avec l'anniversaire de « Pépé » fêté à coup d'alcool distillé avec un alambic de fortune.
- 6. Organisation (Ten'll Get You Five) de Robert Conrad :

En manque de tout à la suite des difficultés de ravitaillement, les Têtes Brûlées troquent deux caisses de bible contre de l'huile japonaise frelatée, un carton de lunettes de soleil et une calculatrice avec un sergent débrouillard qui convoie deux VIP à travers les Salomon. « Pépé» leur échange alors son projet de complexe touristique sur l'île du Soleil contre 20 Corsair flambant neufs.
- 7. Le fruit défendu (Forbidden Fruit) de Robert Conrad :

À la satisfaction de la 367, la 214 rentre de permission d'Australie et découvre un nouveau pilote et un nouveau lieutenant du corps sanitaire qui se révèle être la fille du Gal Moore. Afin de protéger l'attaque alliée sur Munda en Nouvelle Géorgie, les Têtes Brûlées vont devoir voler de nuit à l'aide d'un radar utilisable seulement par une personne spécialement formée.
- - Présence d'un kangourou comme mascotte de Boyle à compter de cet épisode.
  - Apparition du RADAR embarqué.
  - Arrivée de la plus jeune Tête brûlée.
- 8. Les anges combattants (Fighting Angels) de Lawrence Doheny :

Le plan de l'état-major est d'évacuer Vella la Cava de son personnel non combattant et d'y laisser une vingtaine d'hommes armés. Trop tard : deux barges ont débarqué des commandos japonais qui détruisent l'avion du Col Lard, tandis que les transports sont descendus. Les têtes Brûlées décident d'attaquer la flotte japonaise pour la détourner de son objectif, pendant que la base repousse tant bien que mal l'attaque au sol, au prix de la mort du Cne Dottie Dixon.
- 9. L'invulnérable (The Iceman) de Dana Elcar :

Les as de la guerre du Pacifique tombent les uns après les autres et l'état major décide de faire rentrer « Pépé » au pays pour revigorer le moral de l'arrière. Le nouveau commandant des Têtes Brûlées est le Major Duncan qui a des méthodes si radicalement différentes que « Pépé » lui propose un deal : prendre sa place et endosser les honneurs d'avoir abattu l'as de l'aviation japonaise, le capitaine Okorunishi.
- 10. Un spectacle de génie (The Show Must Go On… Sometimes) de Dana Elcar :

À la suite des bombardements japonais et la mousson aidant, la piste de Vella La Cava devient de plus en plus impraticable. Au point d'en rendre son usage dangereux, ce que ne manque pas de vérifier « French ». Les Têtes Brûlées décident de convaincre une unité du génie de réparer leur piste en leur faisant miroiter un spectacle de danseuses.
- 11. Les grosses têtes brûlées (Sheep in the Limelight) de Lawrence Doheny :

Lors d'une mission au-dessus de l'île de Rendova, le Têtes brûlées volent au secours d'un avion qui transporte Eleanor Roosevelt. Chaleureusement félicités, ils voient débarquer la presse qui finit par leur faire tourner la tête en oubliant progressivement le danger de leurs missions et en voyant les infirmières se détourner d'eux. « Pépé » met fin à la récréation.
- 12. Le prisonnier de sa gloire (Hotshot) de Lawrence Doheny :

Le major Cannon atterrit avec son P-38 Lightning sur Vella la Cava pour prêter main-forte aux Têtes Brûlées. Obnubilé par ses victoires, cet as de l'USAAF se comporte comme un calculateur et sème la zizanie dans le groupe, y compris parmi les infirmières. Son obsession le tuera.
- 13. Secours en mer (A Little Bit of England) de Donald Bellisario :

En mission de mitraillage pour empêcher le ravitaillement de Rabaul, le Corsair de Boyle prend feu après le passage au-dessus d'un convoi ferroviaire en train d'exploser. Il est obligé de sauter et son parachute atterrit sur une des îles de Konga à plus de 400 miles derrière les lignes ennemies. Parti le récupérer avec le petit avion du Col Lard, « Pépé » est pourtant obligé d'abandonner « Jeb » et tout est à recommencer. La 2e tentative sera la bonne.

## Commentaires

### Un succès en France
Livrant le portrait d'une équipe de pilotes de chasse insolents sur le théâtre d'opérations du Pacifique, la série a connu un franc succès auprès des téléspectateurs français.
Le prestige héroïque des pilotes se mêlait à la romance édulcorée des flirts avec les infirmières de l'hôpital militaire, le tout dans les îles paradisiaques du Pacifique où l'action se déroulait.

### Ambiances
Cet exotisme était renforcé, pour le téléspectateur français, par le fait que cette zone du conflit était alors peu connue du public, à la fois historiquement et géographiquement ; d'où le succès de la série.
Le portrait donné était Hollywoodien et donna une impression succincte de la dureté des combats sur le théâtre Pacifique pendant la Seconde Guerre mondiale.
À cet égard, la série est contemporaine de l'insouciance de MASH qui se déroule durant la guerre de Corée mais dont l’ambiance est très proche de la deuxième saison, avec les farces de potaches des chirurgiens militaires, et de leurs flirts avec les infirmières. Côté américain, la série permettait de se rappeler le temps d'une guerre « juste » que les pères avaient livrée, alors que les boys revenaient du marasme de la guerre du Viêt Nam.
Bien après les années soixante-dix, le film Pearl Harbor reprendrait cette alchimie composée de guerre pour la bonne cause, mêlée de romantisme suranné.

### Anecdotes

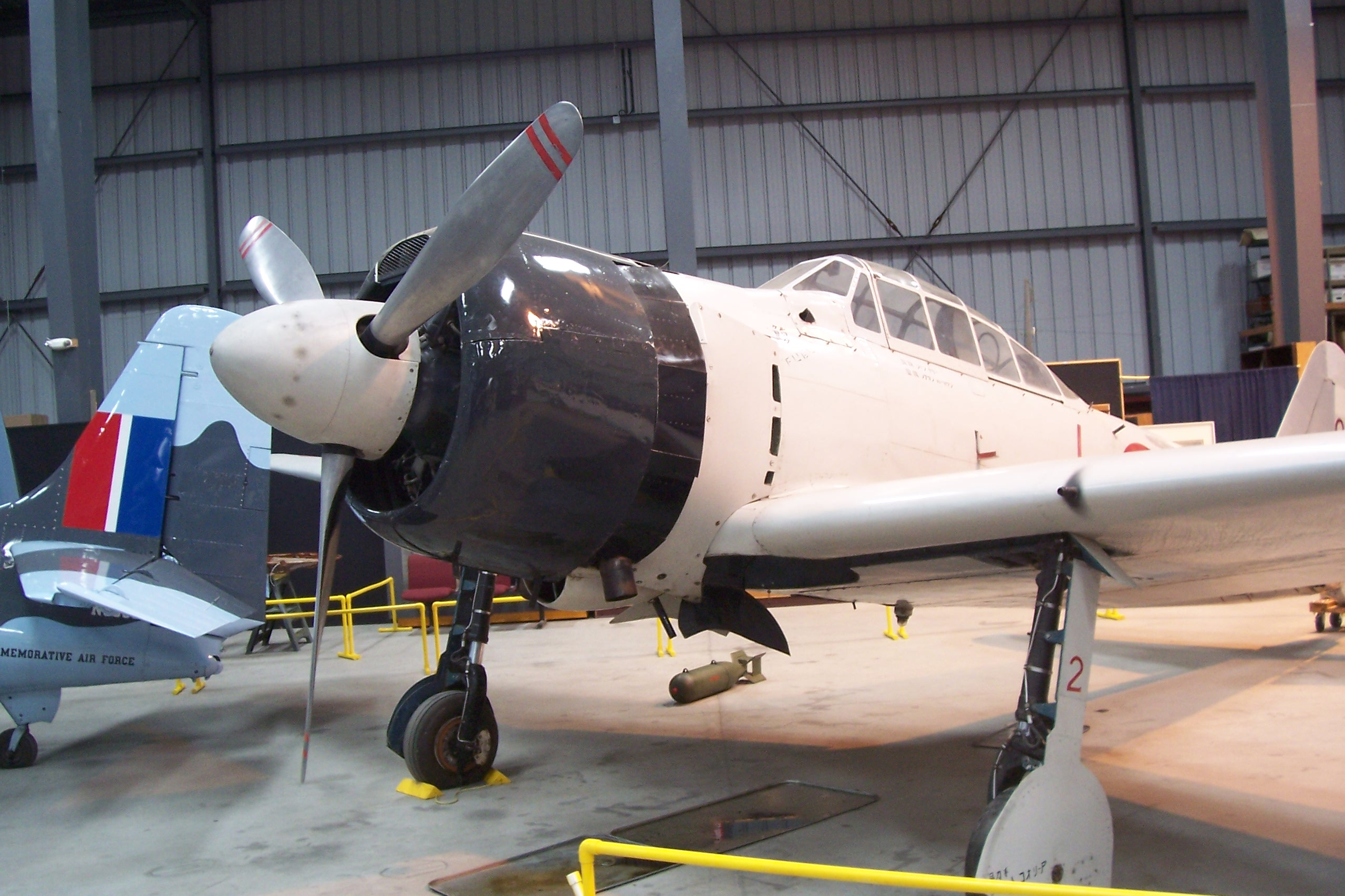
Le Mitsubishi A6M Zero, principal adversaire des Corsair, tel que la série présente cette opposition.

#### «Baa, Baa Black Sheep»
Le titre original de la série, Baa, Baa Black Sheep, est hérité du livre de Gregory Boyington, as des campagnes du Pacifique, dont la série est inspirée. C'est une référence à une célèbre comptine pour enfants intitulée Baa, Baa, Black Sheep.
Toutefois, cette comptine n'est pas le chant que l'on peut entendre au début de chaque épisode (couvert dans la VF par le discours d'ouverture). Le chant en question est Le Chant des Whiffenpoofs (en) (We are poor little lambs/Who have lost our way/Baa! Baa! Baa!). Le sens connoté du mouton noir qui ne suit pas le troupeau est identique en anglais. Bien qu'immatures, les pilotes ne s'en laissent plus conter par l'administration des Marines…

#### L'épisode pilote
L'épisode pilote est un film en lui-même, très différent du format des épisodes ultérieurs du feuilleton (47 min) ; on y voit Greg Boyington, déjà as des volontaires Tigres volants en Chine à bord d'un Curtiss P-40, s'apercevoir que l'arrivée des Mitsubishi Zero sen a surclassé son appareil. La manière dont Boyington subtilise à ses propres fins une escadrille fonde sa légende et son autorité toute paternelle sur ses pilotes, enfin équipés des Chance Vought F4U Corsair. Tout au long des épisodes, les capacités techniques de l'avion seront éprouvées et dépassées (missions de bombardement, torpilles, réservoirs additionnels, atterrissages en conditions atypiques).

#### Dans la réalité
Dans l'histoire réelle, l'escadron était basé sur l'île de Vella Lavella en plein archipel des îles Salomon dans le Pacifique sud. Et l'État-Major sur l'ile de Espiritu Santo. Pour des raisons légales, ces noms durent être modifiés en Vella la Cava et Espritos Marcos. Pour ces raisons et d'autres comme le manque de souci du détail historique, ou les erreurs de prononciation de la version française, il apparait bien difficile au téléspectateur de connaitre avec précision les lieux où opèrent les Têtes Brûlées dans la série.

#### Le tournage
Une bonne partie des épisodes aériens a été tournée dans les îles du Détroit au large de la Californie du Sud qui présentaient des caractéristiques semblables. Ainsi que sur l'aérodrome aujourd'hui fermé de Indian Dunes, près de Valencia en Californie. On peut voir parfois des camions modernes passer dans le lointain.
Une autre nouvelle technique a consisté à fixer des caméras sur les casques des pilotes, apportant une vision nouvelle pour des avions monoplace. Mais en raison des reflets sur le plexiglas, la plupart des plans ont dû être filmés avec les cockpits ouverts.
Pendant le tournage de la série, Boyington rencontra Masajiro « Mike » Kawato, le pilote japonais qui prétendait l'avoir abattu le 3 janvier 1944. Mais en fait, s'il a bien participé à ce combat, c'était dans une zone différente.
Le vrai Gregory Boyington a fait plusieurs apparitions dans la série. On peut le voir dans l'épisode 15 de la première saison (deuxième partie de Objectif Rabaul), où il joue le rôle d'un général qui, s'adressant à « Pépé », souhaite qu'il y ait plus de trouble-fête comme lui dans l'aviation américaine. Dans l'épisode 23 de cette même saison, intitulé Le Duel, il remet une décoration à « Pépé ». Enfin, il fait une dernière apparition dans l'épisode 6 de la deuxième saison, Organisation, où il interprète ce même général qui participe à une fête.

### Victoires et défaites
Il est difficile de comptabiliser le nombre d'appareils ennemis abattus par les Têtes Brûlées dans la série puisque leurs victoires n'apparaissent pas de manière précise sur les flancs de leurs Corsairs. En se fiant aux images et aux dialogues, mais sans pouvoir faire la différence entre les victoires confirmées ou non, le décompte donne le résultat suivant :

### Les Têtes brûlées et la discipline
Tout au long des épisodes, les terreurs du Pacifique Sud provoqueront bagarres et affrontements, subiront des menaces de sanction, se verront cantonnées et passeront des nuits en prison. Certains seront rétrogradés, d'autres iront jusqu'au conseil de guerre. À ce petit jeu, le vainqueur est Boyington, suivi de Gutterman, et non Micklin comme son personnage pourrait le laisser supposer. En voici le détail :

### Le repos du guerrier
Il y a bien sûr un hôpital de campagne sur Vella Lavella, renommée Vella La Cava pour la série, tenu comme il se doit par des auxiliaires féminines de santé. Quand bien même les mini-shorts et les chemisiers non réglementaires de la série étaient en avance sur l'époque, ces dames ajoutent encore un peu plus de piment à la série. Que le téléspectateur d'aujourd'hui ne s'inquiète pas : il ne s'agit là que d'un bien gentil érotisme extra « soft » des années 1970. Non contents d'être des héros et bagarreurs, nos Têtes Brûlées s'avéreront être des dragueurs impénitents, même si leurs « victoires » au sol ne permettent pas de les départager. Voici la liste de leurs conquêtes :

## Les avions présentés dans la série
Une partie des combats aériens est tirée du film de 1969 la Bataille d'Angleterre. On peut distinguer les croix d'avions allemands dans le lointain.

## Le porte-avions USSLexington

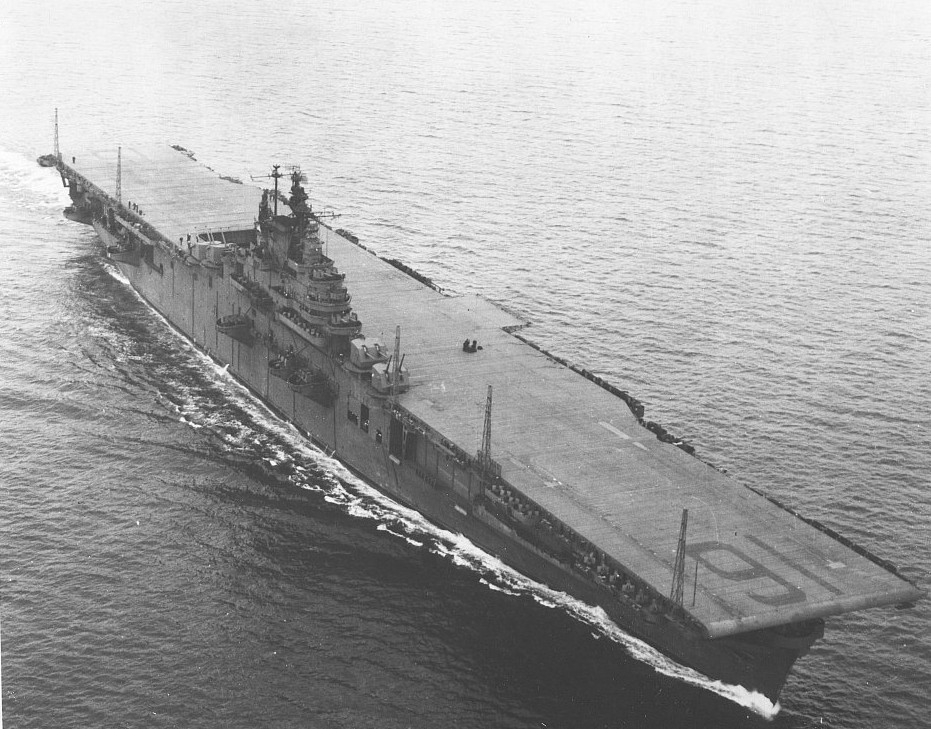
L'USS Lexington (CV-16) en 1944.

Le téléspectateur attentif entend parler tout au long des deux saisons de la série du porte-avions « USS Lexington ». Qu'il soit au large ou proche des îles Salomon, qu'il serve d'objectif pour les Japonais ou de base arrière pour les Têtes brûlées, il est omniprésent et est cité dans la plupart des épisodes. Il ne constitue pourtant jamais l'élément central d'un épisode, sans doute à cause de cet affrontement continuel entre les Marines et la Navy qu'auront souhaité montrer les producteurs de la série.
Le porte-avions USS Lexington, 5e bâtiment de l'US Navy à porter ce nom et nommé en l'honneur du USS Lexington perdu durant la bataille de la Mer de Corail en mai 1942, était le deuxième porte-avions de la classe Essex (le huitième dans l'ordre des commandes). Armé par plus de 2 600 hommes, il mesurait 266 mètres de long pour 27 100 tonnes et portait 92 avions.
Lancé en juillet 1942, il eut une activité opérationnelle de février 1943 à novembre 1991, ayant plusieurs fois changé de catégorie d'emploi (de porte-avions de combat à porte-avions de soutien). Il fut bien torpillé au début de 1944, mais ne subit jamais de dommage majeur. Désarmé en avril 1947 et mis en réserve, il fut modernisé de 1951 à 1955 avec un pont d'envol renforcé, une piste oblique et deux catapultes à vapeur. Remis en service en septembre 1955 en tant que porte-avions d'assaut (CVA), il fut reclassé porte-avions de lutte anti-sous-marine (CVS) en janvier 1962, puis porte-avions d'entraînement (CVT) en 1968.
Ultime porte-avions de la classe Essex encore en service, le Lexington aura accompli 493 000 appontages avant d'être désarmé en juin 1992, puis transféré à Corpus Christi au Texas, comme musée à flot.
Les séquences des épisodes où l'escadrille se trouve à bord d'un porte-avions ont été tournées à bord d'un porte-avions moderne, doté d'une piste oblique (concept inexistant pendant la Seconde Guerre mondiale). Il s'agit du porte-avions lourd USS Ranger (CV-61).

## Éditions vidéo (France)

### DVD
Dès 2005, Universal proposa la série à la vente en France, d'abord sous forme de coffrets individuels regroupant une dizaine d'épisodes chacune, puis sous forme d'intégrale. Les éditions multiples « intégrales » reprenaient les trois volumes emballés quelquefois avec un bonus (un avion), quelquefois sans. Pour l'anecdote, la série fut intégralement éditée en zone 1 bien après la France. Les trois volumes sont proposés avec le découpage d'épisode suivant :
- Les têtes brûlées, volume 1, 2005, (durée 9 h 19 min) avec l'épisode pilote et les 10 premiers épisodes.
- Les têtes brûlées, volume 2, 2007, (durée 9 h 19 min) avec les 12 derniers épisodes de la saison 1.
- Les têtes brûlées, volume 3, 2007, (durée 10 h 17 min) avec les 13 épisodes de la saison 2.

### Blu-ray
En janvier 2018, Elephant films annonce une ré-édition intégrale de la série re-masterisée en haute définition et en blu-ray, au côté d'autres « hits » Universal (comme Deux flics à Miami, L'incroyable Hulk, Arabesque, Columbo, K2000, Magnum, L'agence tous risques, etc.).

## Produits dérivés

### Bandes dessinées

#### Télé Junior
6 histoires de 8 planches ont été éditées en bandes dessinées en France sur des scénarios signés Serge Broussine dit « Sacha » et des dessins de Roland Garel. Elles ont aussi été compilées dans un album (le n°10) de la Collection Télé Junior :
- Un sous-marin très spécial (octobre 1979)
- Le défi (novembre 1979)
- Une arme ultra secrète (décembre 1979)
- Les premiers kamikazes (janvier 1980)
- Le RADAR de Yam (février 1980)
- Le pilote perdu (mars 1980)

#### Zéphyr Éditions
Une collection de bandes dessinées L'escadrille des Têtes Brulées est parue chez l'éditeur Zéphyr Éditions depuis octobre 2010 sur des scénarios signés Pierre Veys et des dessins de Vincent Jagerschmidt, Jean-Michel Arroyo et Sébastien Philippe, le coloriage est assuré par Rémi Le Capon. Il s'agit d'albums grand format :
- Un nommé Boyington (18 octobre 2010)
- Black-Sheep à la rescousse (14 octobre 2011)
- La mort selon Boyington (20 novembre 2012)
- Corsair contre Zéro (4 mai 2014)
- Vela Lavella (19 juin 2015)
- Le crépuscule des prétentieux (21 octobre 2016)